# Yegor Mejóntsev
Yegor Leonídovich Mejóntsev –en ruso, Егор Леонидович Мехонцев– (Asbest, URSS, 14 de noviembre de 1984) es un deportista ruso que compitió en boxeo.
Participó en los Juegos Olímpicos de Londres 2012, obteniendo una medalla de oro en el peso semipesado. Ganó dos medallas en el Campeonato Mundial de Boxeo Aficionado, oro en 2009 y bronce en 2011, y dos medallas de oro en el Campeonato Europeo de Boxeo Aficionado, en los años 2008 y 2010.

## Palmarés internacional
| Juegos Olímpicos   | Juegos Olímpicos        | Juegos Olímpicos  | Juegos Olímpicos |
| Año                | Lugar                   | Medalla           | Categoría        |
| ------------------ | ----------------------- | ----------------- | ---------------- |
| 2012               | Londres (Reino Unido)   | Medalla de oro    | 81 kg            |
| Campeonato Mundial |                         |                   |                  |
| Año                | Lugar                   | Medalla           | Categoría        |
| 2009               | Milán (Italia)          | Medalla de oro    | 91 kg            |
| 2011               | Bakú (Azerbaiyán)       | Medalla de bronce | 81 kg            |
| Campeonato Europeo |                         |                   |                  |
| Año                | Lugar                   | Medalla           | Categoría        |
| 2008               | Liverpool (Reino Unido) | Medalla de oro    | 91 kg            |
| 2010               | Moscú (Rusia)           | Medalla de oro    | 91 kg            |